# Дієґо Альварес (тенісист)
Дієґо Альварес (ісп. Diego Álvarez; нар. 6 березня 1980) — колишній аргентинський тенісист.
Найвищу одиночну позицію світового рейтингу — 216 місце досяг 24 серпня 2009, парну — 143 місце — 23 листопада 2009 року.
Здобув 2 парні титули.
Завершив кар'єру 2011 року.

## Фінали ATP Челленджер і ITF Ф'ючерс

### Одиночний розряд: 11 (2–9)
| Легенда              |
| -------------------- |
| ATP Челленджер (0–0) |
| ITF Ф'ючерс (2–9)    |

| Фінали за покриттям |
| ------------------- |
| Тверде (0–1)        |
| Ґрунт (2–8)         |
| Трава (0–0)         |
| Килим (0–0)         |

| Результат | В-П | Дата     | Турнір                             | Рівень  | Покриття | Суперник           | Рахунок       |
| --------- | --- | -------- | ---------------------------------- | ------- | -------- | ------------------ | ------------- |
| Поразка   | 0–1 | Чер 2002 | Словенія F3, Крань                 | Ф'ючерс | Ґрунт    | Іван Цинкус        | 2–6, 5–7      |
| Поразка   | 0–2 | Бер 2004 | Нігерія F2, Бенін-Сіті             | Ф'ючерс | Тверде   | Джеймс Окленд      | 1–6, 7–5, 5–7 |
| Поразка   | 0–3 | Бер 2005 | Італія F5, Катанія                 | Ф'ючерс | Ґрунт    | Агустін Тарантіно  | 6–7(3–7), 2–6 |
| Поразка   | 0–4 | Тра 2005 | США F11, Тампа                     | Ф'ючерс | Ґрунт    | Хосе де Армас      | 6–2, 3–6, 5–7 |
| Поразка   | 0–5 | Тра 2007 | Велика Британія F10, Единбург      | Ф'ючерс | Ґрунт    | Ерік Продон        | 6–7(5–7), 3–6 |
| Поразка   | 0–6 | Січ 2008 | Колумбія F1, Манісалес             | Ф'ючерс | Ґрунт    | Дієґо Веронельї    | 1–6, 2–6      |
| Поразка   | 0–7 | Тра 2008 | Велика Британія F8, Единбург       | Ф'ючерс | Ґрунт    | Алессандро да Коль | 4–6, 1–6      |
| Поразка   | 0–8 | Лип 2008 | Аргентина F6, Villa María          | Ф'ючерс | Ґрунт    | Марко Трунгелліті  | 6–7(3–7), 3–6 |
| Перемога  | 1–8 | Жов 2008 | Чилі F3, Сантьяго                  | Ф'ючерс | Ґрунт    | Денісс Павловс     | 7–5, 6–2      |
| Поразка   | 1–9 | Гру 2008 | Аргентина F17, Тукуман (провінція) | Ф'ючерс | Ґрунт    | Алехандро Фаббрі   | 5–7, 6–2, 0–6 |
| Перемога  | 2–9 | Сер 2010 | Болгарія F4, Софія                 | Ф'ючерс | Ґрунт    | Міхаель Рідерстедт | 6–4, 6–3      |

### Парний розряд: 43 (23–20)
| Легенда              |
| -------------------- |
| ATP Челленджер (2–1) |
| ITF Ф'ючерс (21–19)  |

| Фінали за покриттям |
| ------------------- |
| Тверде (1–1)        |
| Ґрунт (22–19)       |
| Трава (0–0)         |
| Килим (0–0)         |

| Результат | В-П   | Дата     | Турнір                                           | Рівень     | Покриття | Партнер                      | Суперники                                 | Рахунок            |
| --------- | ----- | -------- | ------------------------------------------------ | ---------- | -------- | ---------------------------- | ----------------------------------------- | ------------------ |
| Поразка   | 0–1   | Сер 1999 | Італія F15, Єзі                                  | Ф'ючерс    | Ґрунт    | Науель Фракассі              | Даніель Карассіоло Фернандо Лас Ерас      | 6–7, 6–2, 3–6      |
| Поразка   | 0–2   | Сер 1999 | Італія F16, Трані                                | Ф'ючерс    | Ґрунт    | Науель Фракассі              | Родрігу Монті Отавіу Роваті               | 6–1, 5–7, 5–7      |
| Поразка   | 0–3   | Вер 2000 | Румунія F2, Бухарест                             | Ф'ючерс    | Ґрунт    | Рубен Рамірес Ідальго        | Леонардо Аццаро Фабіо Маджі               | 5–7, 4–6           |
| Перемога  | 1–3   | Тра 2001 | Італія F1, Торторето                             | Ф'ючерс    | Ґрунт    | Науель Фракассі              | Джанлука Бацціка Алессандро да Коль       | 6–2, 6–3           |
| Поразка   | 1–4   | Тра 2001 | Італія F4, Вітербо                               | Ф'ючерс    | Ґрунт    | Науель Фракассі              | Томас Тенконі Едуарду Фрік                | 2–4 ret.           |
| Перемога  | 2–4   | Чер 2001 | Італія F6, Верона                                | Ф'ючерс    | Ґрунт    | Науель Фракассі              | Жюльєн Жанп'єр Стефано Коболлі            | 4–1 ret.           |
| Поразка   | 2–5   | Вер 2001 | Україна F1, Горлівка                             | Ф'ючерс    | Ґрунт    | Франсеск Льєаль-Гаррес       | Іван Цинкус Гергей Кішдєрдь               | 2–6, 3–6           |
| Перемога  | 3–5   | Лип 2002 | Румунія F2, Бухарест                             | Ф'ючерс    | Ґрунт    | Іван Сиров                   | Александрос Якуповіч Нікос Ровас          | 6–3, 6–7(4–7), 6–3 |
| Поразка   | 3–6   | Вер 2002 | Чехія F4, Пршеров                                | Ф'ючерс    | Ґрунт    | Науель Фракассі              | Павел Шнобел Ярослав Поспішил             | 2–6, 5–7           |
| Перемога  | 4–6   | Гру 2003 | Іран F4, Кіш (острів)                            | Ф'ючерс    | Ґрунт    | Леонардо Аццаро              | Мартін Сланар Герберт Вільчніґ            | 1–6, 6–3, 6–1      |
| Перемога  | 5–6   | Лют 2004 | Нігерія F1, Бенін-Сіті                           | Ф'ючерс    | Тверде   | Леонардо Аццаро              | Жан-Коме Логло Комлаві Логло              | 6–4, 6–3           |
| Поразка   | 5–7   | Тра 2004 | Італія F8, Верона                                | Ф'ючерс    | Ґрунт    | Хуан-Феліпе Яньєс            | Сімоне Болеллі Альберто Бріцці            | 3–6, 2–6           |
| Поразка   | 5–8   | Лип 2004 | Франція F10, Бург-ан-Бресс                       | Ф'ючерс    | Ґрунт    | Джузеппе Менга               | Бріан Дабуль Лямін Уахаб                  | 4–6, 3–6           |
| Перемога  | 6–8   | Лип 2004 | Франція F11, Нантей-ан-Валле                     | Ф'ючерс    | Ґрунт    | Бріан Дабуль                 | Ніколя Турт Ксав'є Одуа                   | 3–6, 6–3, 7–5      |
| Поразка   | 6–9   | Кві 2005 | Італія F9, Бергамо                               | Ф'ючерс    | Ґрунт    | Дієго Хункейра               | Алессандро Мотті Флавіо Чіполла           | 3–6, 2–6           |
| Поразка   | 6–10  | Лип 2005 | Франція F11, Нантей-ан-Валле                     | Ф'ючерс    | Ґрунт    | Ксав'є Одуа                  | Антуан Беннето Патріс Атіас               | 3–6, 7–6(7–5), 5–7 |
| Перемога  | 7–10  | Вер 2005 | Нідерланди F3, Алфен-ан-ден-Рейн (муніципалітет) | Ф'ючерс    | Ґрунт    | Майт Кюннап                  | Яспер Сміт Алессандро Мотті               | 4–6, 6–4, 6–2      |
| Перемога  | 8–10  | Жов 2005 | Іспанія F30, Сан-Кугат-дал-Бальєс                | Ф'ючерс    | Ґрунт    | Гільєрмо Каррі               | Антоніо Бальдельйоу-Естева Херман Пуентес | 4–6, 6–2, 6–4      |
| Перемога  | 9–10  | Лис 2005 | Іспанія F31, Вільяфранка-дель-Сід                | Ф'ючерс    | Ґрунт    | Гільєрмо Каррі               | Андреу Гілера-Ховер Хорді Марсе-Відрі     | 6–1, 6–1           |
| Поразка   | 9–11  | Січ 2006 | Колумбія F1, Манісалес                           | Ф'ючерс    | Ґрунт    | Еміліано Редонді             | Орасіо Себальйос Пабло Куевас             | 4–6, 6–7(2–7)      |
| Перемога  | 10–11 | Чер 2006 | Італія F16, Чезена                               | Ф'ючерс    | Ґрунт    | Алессандро Мотті             | Марко Груньйола Франческо Піккарі         | 7–6(7–4), 3–6, 6–1 |
| Поразка   | 10–12 | Вер 2006 | Італія F29, Пйомбіно                             | Ф'ючерс    | Тверде   | Мануель Джоркуера            | Тома Оже Ніколя Турт                      | 2–6, 7–6(7–2), 4–6 |
| Поразка   | 10–13 | Жов 2006 | Іспанія F35, Сан-Кугат-дал-Бальєс                | Ф'ючерс    | Ґрунт    | Карлес Поч Градін            | Давід Марреро Мігель Анхель Лопес Хаен    | 4–6, 2–6           |
| Перемога  | 11–13 | Лис 2006 | Іспанія F36, Вільяфранка-дель-Сід                | Ф'ючерс    | Ґрунт    | Карлес Поч Градін            | Давід Марреро Мігель Анхель Лопес Хаен    | 7–6(7–2), 6–3      |
| Перемога  | 12–13 | Січ 2007 | Колумбія F1, Манісалес                           | Ф'ючерс    | Ґрунт    | Карлос Авельян               | Хуан Себастьян Кабаль Карлос Саламанка    | 1–6, 6–3, 7–6(8–6) |
| Перемога  | 13–13 | Сер 2007 | Італія F28, Падуя                                | Ф'ючерс    | Ґрунт    | Дієго Хункейра               | Андрей Крачман Енріко Дзен                | 6–4, 6–2           |
| Перемога  | 14–13 | Вер 2007 | Італія F30, Торре-дель-Греко                     | Ф'ючерс    | Ґрунт    | Енріко Бурці                 | Марсело Чарпентьєр Маттео Воланте         | 7–6(7–4), 6–4      |
| Перемога  | 15–13 | Лис 2007 | Іспанія F42, Барселона                           | Ф'ючерс    | Ґрунт    | Александрос Якуповіч         | Нодар Ітонішвілі Юнес Рашиді              | 6–3, 6–3           |
| Поразка   | 15–14 | Лют 2008 | Колумбія F2, Букараманга                         | Ф'ючерс    | Ґрунт    | Хуан-Пабло Амадо             | Мікаель Кінтеро Карлос Саламанка          | 3–6, 6–2, [8–10]   |
| Поразка   | 15–15 | Тра 2008 | Велика Британія F8, Единбург                     | Ф'ючерс    | Ґрунт    | Федеріко Торрезі             | Ден Еванс Джошуа Мілтон                   | 2–6, 2–6           |
| Перемога  | 16–15 | Тра 2008 | Італія F13, Неаполь                              | Ф'ючерс    | Ґрунт    | Ліонель Новіскі              | Мікель Перес Пігдоменеч Джонатан Гонсалія | 7–6(7–4), 6–1      |
| Перемога  | 17–15 | Лип 2008 | Аргентина F6, Villa María                        | Ф'ючерс    | Ґрунт    | Гільєрмо Каррі               | Мартін Алунд Антоніо Пасторіно            | 7–5, 6–1           |
| Поразка   | 17–16 | Сер 2008 | Італія F26, Больцано                             | Ф'ючерс    | Ґрунт    | Деніел Кінґ-Тернер           | Томас Фаббіано Антоніо Компорто           | 1–6, 6–7(4–7)      |
| Поразка   | 17–17 | Лис 2008 | Бразилія F29, Сан-Паулу                          | Ф'ючерс    | Ґрунт    | Бенжамен Дракос              | Родрігу Гідолін Рафаел Камілу             | 3–6, 3–6           |
| Перемога  | 18–17 | Лют 2009 | Букараманга, Колумбія                            | Челленджер | Ґрунт    | Карлес Поч Градін            | Ерік Гомес Карлос Авельян                 | 7–6(9–7), 6–1      |
| Поразка   | 18–18 | Кві 2009 | Італія F5, Вітербо                               | Ф'ючерс    | Ґрунт    | Гільєрмо Оласо               | Стефано Валенті Томас Фаббіано            | 3–6, 2–6           |
| Перемога  | 19–18 | Сер 2009 | Женева, Швейцарія                                | Челленджер | Ґрунт    | Хуан-Мартін Арангурен        | Філіпп Освальд Генрі Лааксонен            | 6–4, 4–6, [10–2]   |
| Поразка   | 19–19 | Вер 2009 | Богота, Колумбія                                 | Челленджер | Ґрунт    | Себастьян Декуд              | Алехандро Фалья Алехандро Гонсалес        | 7–5, 4–6, [8–10]   |
| Поразка   | 19–20 | Кві 2010 | Італія F3, Фоджа                                 | Ф'ючерс    | Ґрунт    | Агустін Пікко                | Алессіо ді Мауро Сімоне Ваньйоцці         | 4–6, 0–6           |
| Перемога  | 20–20 | Сер 2010 | Німеччина F11, Вецлар                            | Ф'ючерс    | Ґрунт    | Хуан-Мартін Арангурен        | Андре Бегеманн Радек Заграй               | 6–4, 6–2           |
| Перемога  | 21–20 | Сер 2010 | Болгарія F5, Бургас                              | Ф'ючерс    | Ґрунт    | Федеріко Торрезі             | Томислав Йотовський Милян Зекич           | 6–4, 6–2           |
| Перемога  | 22–20 | Лют 2011 | Колумбія F1, Кукута                              | Ф'ючерс    | Ґрунт    | Мартін Алунд                 | Едуардо Струвай Алехандро Гонсалес        | 6–4, 6–4           |
| Перемога  | 23–20 | Кві 2011 | Аргентина F2, Villa María                        | Ф'ючерс    | Ґрунт    | Крістобаль Сааведра Корвалан | Гільєрмо Дюран Алехандро Кон              | 4–6, 7–5, [10–7]   |